# Erik Reitz
Erik Reitz (* 29. Juli 1982 in Detroit, Michigan) ist ein ehemaliger US-amerikanischer Eishockeyspieler, der zuletzt beim EC Red Bull Salzburg in der Österreichischen Eishockey-Liga unter Vertrag stand.

## Karriere
Erik Reitz begann seine Karriere als Eishockeyspieler bei den Barrie Colts, für die er von 1999 bis 2002 in der Ontario Hockey League aktiv war. In dieser Zeit wurde er im NHL Entry Draft 2000 in der sechsten Runde als insgesamt 170. Spieler von den Minnesota Wild ausgewählt. Nachdem Reitz bereits drei Jahre lang für Minnesotas Farmteam, die Houston Aeros aus der American Hockey League, spielte, mit denen er 2003 den Calder Cup gewann, gab er im Laufe der Saison 2005/06 sein Debüt in der National Hockey League für die Wild. Insgesamt kam der Verteidiger auf fünf Einsätze in seiner ersten NHL-Saison, gefolgt von einem Einsatz in der regulären Saison und zwei in den Playoffs in den folgenden beiden Spielzeiten.
Anfang 2009 gaben die Minnesota Wild den US-Amerikaner an die New York Rangers ab, die ihn wiederum kurz vor Ende der Trade Deadline zu den Toronto Maple Leafs transferierten. Diese setzten ihn jedoch im weiteren Saisonverlauf nicht mehr ein. Da sein Vertrag im Sommer auslief, wechselte er zum HK Sibir Nowosibirsk in die Kontinentale Hockey-Liga. Zur Saison 2010/11 wurde Reitz vom EC Red Bull Salzburg verpflichtet, absolvierte aber bis 2012 nur 19 Partien für den EC. Im Januar 2012 wurde sein Vertrag aufgelöst.

### International
Für die USA nahm Reitz an der Junioren-Weltmeisterschaft 2002 teil, bei der er mit der Mannschaft den fünften Platz erreichte.

## Erfolge und Auszeichnungen
| - 2000 J.-Ross-Robertson-Cup-Gewinn mit den Barrie Colts - 2000 Memorial Cup All-Star Team - 2002 OHL First All-Star Team - 2002 Max Kaminsky Trophy | - 2003 Calder-Cup-Gewinn mit den Houston Aeros - 2008 AHL All-Star Classic - 2011 European-Trophy-Gewinn mit dem EC Red Bull Salzburg |